# Перстень мушкетёров
«Пе́рстень мушкетёров» (англ. Ring of the Musketeers) — телефильм 1992 года режиссёра Джона Парагона.

## Сюжет
Мушкетёры были не только во времена французских королей, они есть и в наше время. Мушкетёр — это не просто солдат, это человек сильный духом и всегда готовый прийти на помощь слабым и обиженным. Вот и среди простых американцев нашлись четверо «мушкетёров», которые пришли на помощь матери, у которой прямо на глазах на детской площадке похитили ребёнка. И они смогут, они вернут его! Один за всех и все за одного!

## В ролях
- Дэвид Хэсселхофф — Джон Смит Д’Артаньян
- Томас Готтшалк — Питер Портос
- Чич Марин — Барт Арамис
- Элисон Дуди — Анна Мари Атос
- Джон Рис-Дэвис — Маурис Тревиль
- Корбин Бернсен — Гарри
- Расселл Армстронг — ребёнок-скептик
- Кассандра Петерсон — Дженнифер
- Кэтрин Э. Колсон — Лиза
- Тони Ганиос — Тони
- Ричард Э. Батлер — человек с пистолетом
- Майкл В. Гаццо — папа